# Clinteria flora
Clinteria flora är en skalbaggsart som beskrevs av Wallace 1867. Clinteria flora ingår i släktet Clinteria och familjen Cetoniidae. Inga underarter finns listade i Catalogue of Life.